# Fred al juliol
Fred al juliol (títol original en anglès Cold in July) és una pel·lícula independent de thriller criminal estatunidenca del 2014 dirigida per Jim Mickle, escrita per Mickle i Nick Damici, i protagonitzat per Michael C. Hall, Sam Shepard i Don Johnson. La pel·lícula té lloc a Texas dels anys 1980 i està basada en la novel·la Cold in July de l'autor Joe R. Lansdale. Hall interpreta un home que mata un lladre, el pare del qual (Shepard) busca venjança. La trama és més complicada quan apareix un investigador privat (Johnson). Ha estat doblada al català.
El projecte va tenir una llarga gestació i la producció no va començar fins set anys després que Mickle llegís la novel·la. Mickle i Damici havien escrit anteriorment sobre temes feministes a Som el que som (2013) i volien cobrir temes més masculins. El rodatge va tenir lloc durant 25 dies a la zona de la Hudson Valley de Nova York. Es va estrenar al Festival de Cinema de Sundance. IFC Films va estrenar la pel·lícula a Amèrica del Nord el 23 de maig de 2014, on va recaptar 427.418 dòlars. A Rotten Tomatoes la pel·lícula té un índex d'aprovació del 85%. Va ser llançat en DVD el 30 de setembre de 2014.

## Argument
L'Ann Dane, sobresaltada pel soroll d'una finestra trencant-se, desperta el seu marit, Richard. Accidentalment dispara a l'intrus, identificat com Freddy Russell, un delinqüent buscat. Richard està commocionat per l'experiència. Richard visita el cementiri el dia de l'enterrament de Freddy on el pare de Freddy, Ben, un condemnat parlat, s'acosta a Richard al seu cotxe, fent una referència velada al fill de Richard, Jordan. Alarmat, en Richard recull Jordan de l'escola i organitza que Ann es trobi amb ells a la comissaria. Tot i que Ben el segueix a l'escola del seu fill, la policia rebutja la sol·licitud d'ajuda de Richard. Tanmateix, quan els danesos arriben a casa i troben la seva porta d'entrada trencada, la família es posa sota protecció policial.
La policia està publicada per la casa, inclòs un guàrdia dins, amb l'esperança d'atrapar en Ben quan torni. Resulta que en Ben no se'n va anar mai i s'ha amagat a l'espai de la casa des de l'entrada inicial. Emergeix i elimina el guàrdia, entra a l'habitació de Jordan i tanca la porta amb clau. Quan Richard és alertat de la presència de Ben dins de la casa pel so de l'aigua que goteja de l'escotilla oberta, alerta la policia observadora i trenca la porta del dormitori de Jordan. En Ben ja s'ha escapat per la finestra i cap a un riu proper, però, és rastrejat fins a Mèxic, on és detingut. La policia convida a Richard a l'estació per tancar el cas i, mentre hi ha, Richard s'adona d'un cartell de recerca de "Frederick Russell", que sembla diferent de l'home que va disparar. Richard intenta repetidament assenyalar la contradicció a l'oficial Ray Price, però Ray ho descarta com un truc de memòria a causa del xoc i es nega a discutir el tema.
Richard veu que Ben se n'enduen en un cotxe de policia sense marca, que segueix. Veu que la policia treu en Ben del cotxe per la força i li injecta una substància desconeguda, l'esquitxa amb alcohol i el deixa a les vies del tren per morir. Richard salva en Ben d'un tren que s'acosta. Ben al principi no creu les afirmacions de Richard que l'home a qui va disparar no era Freddy. Els dos exhumen la tomba d'en Freddy i Ben confirma que el cos del taüt no és el seu fill. Ben assenyala que les puntes dels dits de l'home han estat tallades per evitar la identificació.
Ray Price visita a Richard a la feina i afirma que Freddy va canviar la seva aparença per evitar la captura, explicant la discrepància en el cartell buscat. Richard rep la visita de Jim Bob Luke, un investigador privat conegut per Ben, que diu que el nom Fred Russell està lligat a diverses notícies de gran circulació sobre l'assassinat d'un lladre. Jim teoritza que després que Freddy es va involucrar amb la Màfia Dixie, va ser atrapat pels investigadors federals, que van fingir la mort d'en Freddy i el van col·locar a Protecció de Testimonis a canvi d'informació.
Jim, Richard i Ben s'assabenten que Freddy podria estar vivint a Houston amb el nom de "Frank Miller". Quan intenten trobar-se amb ell a la seva nova llar, troben una sèrie de vídeos casolans que resulten ser snuff movies, un dels quals presenta Freddy Russell colpejant una dona fins a la mort amb un bat de beisbol. Richard vol portar la cinta a la policia. Jim creu que la policia ja coneix els vídeos, però no li preocupa perquè Freddy és molt més valuós com a informador contra la màfia Dixie, mentre que les víctimes són immigrants il·legals que pocs trobaran a faltar. Ben està tan enfurismat per les accions del seu fill que està decidit a matar-lo a qualsevol preu.
Segueixen Freddy fins a una mansió remota on ell i els seus socis estan fent una altra pel·lícula de tabac. S'infiltren a la mansió i comencen a matar a tots els que es troben. Quan Freddy és l'últim supervivent, Ben dubta a matar-lo i Jim rep un tret. Freddy dispara tant en Richard com en Ben abans que Ben finalment el fereixi. Ben es declara el pare de Freddy, dispara al seu fill al cap i mor de les seves pròpies ferides poc després. Jim i Richard incendien la mansió i escapen amb l'ostatge. L'endemà al matí en Richard torna a casa amb la seva família.

## Repartiment
- Michael C. Hall com a Richard Dane
- Sam Shepard com a Ben Russell
- Don Johnson com a Jim Bob Luke
- Vinessa Shaw com Ann Dane
- Nick Damici com a Ray Price
- Wyatt Russell com a Freddy Russell
- Lanny Flaherty com a Jack Crow
- Rachel Zeiger-Haag com a Valerie
- Brogan Hall com Jordan Dane

## Producció

### Desenvolupament
Els productors Linda Moran i Rene Bastian van tenir més facilitat per finançar la pel·lícula que en el treball anterior de Mickle, ja que la seva reputació havia crescut; Moran va dir que "van treballar per recaptar diners per a aquesta pel·lícula durant força temps de totes les maneres que creiem possibles".  B Media Global, una divisió de l'empresa francesa Backup Media, va finançar totalment Fred al juliol. És la primera pel·lícula finançada íntegrament per Backup Media. Ja un fan de Lansdale, Mickle es va dedicar a llegir la seva pila de novel·les de Lansdale per plaer. Quan va llegir Fred al juliol en poques hores, es va adonar emocionat que no havia vist aquests elements en una pel·lícula abans i va intentar adaptar-lo. Mickle va dir que la pel·lícula era difícil de desenvolupar a causa de com evoluciona constantment i es reinventa. Per tal de tranquil·litzar els financers, Mickle va descriure thrillers coreans que havien tingut èxit amb canvis de to similars, però diu que dubta que hagi convèncer algú.
Mickle va declarar que va tenir dificultats per fer la pel·lícula: van passar set anys des que va llegir la novel·la per primera vegada. El primer esborrany del guió, una còpia textual de la novel·la, tenia 220 pàgines; a partir d'aquí, Mickle i Damici van editar el guió fins a una mida més manejable. El guió final també era el més allunyat de la novel·la, però creien que era el més proper en esperit. Lansdale va dir que va veure totes les revisions de l'script excepte l'última i "se va sentir respectat durant tot el procés". Tot i que el llibre original no va ser dissenyat per ser filmat, Lansdale va dir que les pel·lícules havien tingut una influència secundària en la història i que la història "senc dubte encaixa amb la pel·lícula".
Mentre adaptaven la novel·la, es van adonar que els seus guions fidels eren massa llargs, cosa que no feia justícia al ritme i la durada de la novel·la. Finalment, van poder editar-lo eliminant diàlegs  que es podrien substituir mitjançant el llenguatge corporal. Mai es va considerar canviar el període, ja que Mickle considerava que els temes de la masculinitat i la virilitat provenien d'una època anterior que no funcionaria en un entorn més modern. Shepard també va contribuir al guió. Mickle i Damici havien lluitat amb una escena especialment difícil i van debatre eliminar-la completament. Quan Shepard es va oferir a reescriure-ho, Mickle va acceptar amb gratitud. Shepard va tornar amb una sola pàgina mecanografiada i es va oferir a executar-la per Damici, però Mickle va dir que no era necessari i la va acceptar tal com és.
Mickle i Damici es van sentir atrets per l'estil entre gèneres de Lansdale, ja que les seves pròpies pel·lícules també eren entre gèneres. Encara que coneguts principalment pel seu treball en pel·lícules de terror, Damici i Mickle van dir que els interessava més explicar històries i fer bones pel·lícules, i Damici va dir que poden tornar a fer pel·lícules de terror en qualsevol moment. Mickle va utilitzar el personatge de Hall per fonamentar la pel·lícula perquè el públic no se sentia perdut mentre la pel·lícula creuava gèneres. Mickle volia evitar la categorització i la predictibilitat òbvies del gènere, ja que considerava que les pel·lícules de gènere havien de ser sacsejades. Els compradors l'havien animat anteriorment a retallar una de les seves pel·lícules perquè el públic pogués identificar fàcilment el gènere, limitat a sis subgèneres, en els primers deu minuts. Mickle va dir que el seu consell "li va volar la ment".

### Preproducció
El setembre de 2013, Sam Shepard, Don Johnson i Vinessa Shaw es van unir a Michael C. Hall, que ja havia estat repartit.Com que va interpretar a un assassí a Dexter, Hall va dir que el guió va calmar qualsevol preocupació que tenia sobre ser encastat. Cold in July es va rodar després que acabés Dexter, i Hall es va sentir atret pel paper pel seu desig d'interpretar un personatge més normal; Hall va qualificar el paper de terapèutic, ja que li va permetre passar de jugar a l'icònic assassí en sèrie Dexter Morgan.El paper va atreure més a Hall per la manca de control del seu personatge sobre la seva pròpia vida, que contrastava fortament amb l'autosegur i autocontrolat Dexter.
Mickle va seleccionar Hall després d'haver estat fan de Six Feet Under i Dexter. Tot i que a Mickle li preocupava que el públic tingués dificultats per acceptar Hall com un home sense complicacions, creia que Hall era un dels millors actors pel paper. Hall va impressionar encara més a Mickle amb la seva personalitat fora de la pantalla, que era sorprenentment normal i totalment diferent als seus personatges de televisió.  Una vegada que Hall havia estat seleccionat, Mickle va dir que la resta del repartiment "va caure al seu lloc des d'allà".  Mickle s'havia posat en contacte amb Shepard set anys abans, però va saber que en Shepard es retirava de l'actuació. No obstant això, després que Hall fos seleccionat, Mickle va tornar a contactar amb Shepard. Shepard va expressar interès pel guió, i Moran va suggerir seleccionar de Don Johnson, que havia impressionat Mickle amb els seus papers cinematogràfics recents. Quan va llegir el guió, Johnson va dir que estava "pres per com tenia diferents ritmes i tempos", i ell "no sabia què dimonis passaria a la pàgina deu."

### Rodatge i postproducció
Mickle va ser influenciat per Road House i el drama coreà Sarinui chueok. Després d'explorar temes feministes a Som el que som, Mickle volia explorar temes més masculins a Fred al juliol. Mickle va anomenar Fred al juliol "l'altra cara de la moneda" a Som el que som; i una pel·lícula sobre "ser absorbit pel teu propi tipus de pel·lícula d'acció". Mickle va intentar treballar en molts temes de la dècada de 1980 i referències al treball de John Carpenter d'aquell període. Després de les seves pel·lícules anteriors, Mickle s'havia cansat de les produccions a la ciutat i buscava alguna cosa menys urbà. El rodatge va començar a Kingston (Nova York) el 29 de juliol de 2013. Les ubicacions incloïen Esopus, Woodstock i altres opcions de configuració de la Hudson Valley. Va ser rodat amb una càmera Red Epic. Lansdale va passar dues setmanes al plató i va dir que li "encantava". El rodatge va durar 25 dies, cosa que Hall va qualificar de "refrescant" en comparació amb el seu llarg recorregut en una sèrie de televisió.
Johnson va basar el seu personatge en un conjunt de persones que coneixia. No va llegir la novel·la d'origen, ja que volia que la seva actuació estigués basada en el guió i sense contaminació dels ecos de la novel·la. Sobre Mickle, Johnson va dir que ràpidament va quedar impressionat amb l'habilitat del director i que va gaudir de treballar amb ell. Hall va acabar la seva carrera a Dexter una setmana abans que comencés el rodatge de Fred al juliol. Hall no va basar la seva actuació en Dexter, i no va pensar conscientment en paral·lelismes entre Fred al juliol i Dexter durant el rodatge. Hall va dir que Mickle tenia un "ambient acollidor i divertit" i era un "gran líder", i va dir que li agradaria tornar a treballar amb Mickle.
El col·laborador de molt temps Ryan Samul va treballar estretament amb Mickle a la fotografia. Van planificar les escenes amb antelació i van utilitzar gràfics en 3D per visualitzar plans difícils. Fred al juliol va ser la primera vegada que Mickle va treballar amb un editor en lloc de fer la feina per ell mateix. En una entrevista, va dir que els terminis ajustats l'obligaven a delegar les funcions en un col·laborador afins. Ho va descriure com "una experiència estranya" i un experiment. Mickle va dir que mai abans havia hagut de tallar escenes de les seves pel·lícules durant el muntatge, però Fred al juliol va ser "un equilibri constant de canvi de coses, eliminació de trames secundàries i tornada a posar-les en diferents llocs". La partitura va ser composta per Jeff Grace. Mickle i Grace havien col·laborat en diverses pel·lícules anteriorment, i abans havien planejat quin tipus de partitura volien per a Fred al juliol. Va estar influenciat per les partitures de John Carpenter. Samuel Zimmerman de Fangoria també descriu una influència del treball dels anys vuitanta de Sam Peckinpah. La filla de Lansdale, la música Kasey Lansdale, apareix a la banda sonora.

## Estrena
Aquesta pel·lícula es va estrenar i va competir al Festival de Cinema de Sundance de 2014. IFC Films va anunciar que van adquirir els drets nord-americans de la pel·lícula en un acord estimat en 2 milions de dòlars, i es van estrenar en sales i en vídeo sota demanda a través de l'IFC "pel·lícules el mateix dia de l'estrena en cinemes" el 23 de maig de 2014. Va recaptar 40.317 $ el cap de setmana d'obertura i 427.418 $ en total a Amèrica del Nord. Icon Productions el va llançar al Regne Unit, on va recaptar 682.258 $ més.  La pel·lícula va ser seleccionada per ser projectada com a part de la secció Quinzena de Cineastes del 67è Festival Internacional de Cinema de Canes. MPI Home Video el va publicar a vídeo domèstics als Estats Units el 30 de setembre de 2014. Les vendes de vídeos van recaptar 525.260 dòlars a Amèrica del Nord.

## Recepció
Rotten Tomatoes, un agregador de ressenyes, informa que Fred al juliol va rebre crítiques positives del 85% dels 102 crítics enquestats; la nota mitjana va ser de 7/10. El consens és: "Amb un munt de girs, un to de mala qualitat i un gir de suport memorable de Don Johnson, Fred al juliol demostra un thriller poc habitualment gratificant". Metacritic rated it 73/100 based on 30 reviews.
David Rooney de The Hollywood Reporter va escriure: "Jim Mickle continua demostrant que es troba entre els cineastes de gènere més distintius de l'escena indie amb aquest thriller trencat però saborós." Brian Tallerico de Film Threat la va puntuar amb un 3,5/5 i va escriure: "Qualsevol problema amb la narració real desapareix quan aquí es considera la presa de riscos." Andrew O'Hehir de Salon.com la va considerar "tensa, apassionant, horripilant, sovint hilarant, dissenyada de manera brillant i molt satisfactòria".  A Twitch Film, Todd Brown la va anomenar "un treball notable d'una de les llums més brillants de l'escena indie estatunidenca".  Rodrigo Perez d’Indiewire va escriure que la pel·lícula inicialment és irritant i artificiosa, però esdevé "molt millor del que té dret a ser i potser, més significativament, és inusualment absorbent i memorable".  Scott Foundas de Variety el va descriure com "un exercici modest i sense pretensions d'emocions i calfreds a l'antiga, fet amb un nivell de cura i embarcació que l'eleva molt per sobre de la baralla". Stephen Holden de The New York Times la va anomenar pel·lícula "pulp neo-noir" que "va alegrement sense control".  Betsy Sharkey de Los Angeles Times va escriure, "Tensa i violenta, t'agafa des dels primers moments i poques vegades s'afluixa fins al l'últim cos cau."  Escrivint a Slant Magazine, Ed Gonzalez la va puntuar amb 2,5/4 estrelles i la va anomenar una pel·lícula "que es pot veure de manera compulsiva" que finalment "cau en un forat de conill de maquinacions argumentals fatigants".  A. A. Dowd d’The A.V. Club la va puntuar amb B− i va escriure que "baralla de manera emocionant els gèneres, abans de decidir-se per un de ximple".  Although he criticized the frequent shifts in tone, Mark Kermode de The Guardian la va puntuar amb 3/5 estrelles i va elogiar l'atenció al detall de la pel·lícula.  Noel Murray de The Dissolve la va puntuar amb un 3,5/5 i va escriure que, tot i que la pel·lícula és impredictible, no té res nou a dir.

## Premis
Va guanyar el Premi Òrbita Fantàstic al millor director al XLVII Festival Internacional de Cinema Fantàstic de Catalunya.